# Campionato svizzero di hockey su ghiaccio 1930-1931

## Campionato Internazionale

### Partecipanti
Akademischer EHC Zürich · 
 Château-d'Œx · 
 Davos · 
 Lycée Jaccard · 
 Lyceum Zuoz · 
 Rosey-Gstaad · 
 Star Lausanne · 
 St. Moritz · 
 Zürcher SC · 
 FC/HC Zürich

#### Rinunciano
Arosa

### Verdetti
| Campionato Internazionale 1930-1931 |
| ----------------------------------- |
| Davos                               |

## Campionato Nazionale

### Partecipanti
Akademischer EHC Zürich · 
 Davos · 
 Lycée Jaccard · 
 Grasshopper Club · 
 Star Lausanne · 
 Zürcher SC

### Verdetti
| Campionato Nazionale 1930-1931 |
| ------------------------------ |
| Davos                          |